# Coudorpe
Coudorpe is een Nederlandse buurtschap in de gemeente Borsele. Het is wat rest van de al in 1267 bestaande ambachtsheerlijkheid en parochie van dezelfde naam. 

## Geschiedenis

Heerlijkheidswapen

De polder van Coudorpe raakte door herhaalde overstromingen en door de opkomst van het nabijgelegen Driewegen al ontvolkt. Het einde kwam in de vloed van 2 november 1552, waarna in 1572 de resten van het dorp en de aan Sint-Maarten gewijde kerk zijn afgebroken en als zinksteen zijn gebruikt voor de versterking van de Westerscheldedijk. Bij herverkaveling in 1955 zijn nog funderingen van de kerk en sporen van de begraafplaats teruggevonden. Wat ook nog rest is een vliedberg, ten zuiden van Driewegen, opgeworpen in de twaalfde eeuw.
Bij aanleg van de Westerscheldetunnel is Coudorpe gekozen als in- en uitgang van de noordelijke tunnelbuizen. Tijdens de aanleg hiervan zijn er resten van bewoning en bebouwing gevonden die ruwweg gedateerd zijn op ongeveer het begin van onze jaartelling. Het gebied was toen in Romeinse handen, er zijn echter geen 'Romeinse' resten gevonden.
Dorpen: Baarland · Borssele · Driewegen · Ellewoutsdijk · 's-Gravenpolder · 's-Heer Abtskerke · 's-Heerenhoek · Heinkenszand · Hoedekenskerke · Kwadendamme · Lewedorp · Nieuwdorp · Nisse · Oudelande · Ovezande

Buurtschappen: Baarsdorp · Bakendorp · Coudorpe · Graszode · Knaphof · Koekoek · Langeweegje · Het Oudeland · Rijkebuurt · Scheldeoord · Sinoutskerke · 't Vlaandertje · De Zak 

Zeeland: Steden en dorpen in Zeeland      Nederland: Provincies · Gemeenten